# René van de Kerkhof
Reinier Lambertus René van de Kerkhof (ur. 16 września 1951 w Helmond) – holenderski piłkarz, grający na pozycji prawego pomocnika lub prawoskrzydłowego. Z reprezentacją Holandii, w której barwach rozegrał 47 meczów, zdobył wicemistrzostwo świata w 1974 (jako rezerwowy) i 1978 roku oraz brązowy medal Mistrzostw Europy 1976. Przez dziesięć lat był zawodnikiem PSV Eindhoven. Trzykrotnie triumfował z nim w rozgrywkach o mistrzostwo kraju i raz w Pucharze UEFA. Jego brat-bliźniak Willy również był piłkarzem.

## Sukcesy piłkarskie
Klubowe (wszystkie z PSV Eindhoven):
- Puchar UEFA: 1978
- mistrzostwo Holandii: 1975, 1976 i 1978
- Puchar Holandii: 1974 i 1976

Reprezentacyjne:
- wicemistrzostwo świata: 1974 (jako rezerwowy) i 1978
- 3. miejsce na Mistrzostwach Europy: 1976.

W marcu 2004 van de Kerkhof został uznany za jednego ze 100 najlepszych żyjących piłkarzy FIFA (FIFA 100).